# 埃及鹹魚
埃及鹹魚（阿拉伯語：فسيخ）是埃及地方的一種傳統魚類食品，是將紅海或地中海一帶鯔之類的魚以鹽漬發酵而成。
製作埃及鹹魚的方法主要將魚給置於陽光下乾燥後，再放置鹽裡發酵保存，並且在成品之後會帶有一種特殊的異味。在埃及多有家族承傳製作埃及鹹魚方法的情形，而因為過程中易有出現從發酵反變成腐敗的狀況；因此不時會出現食物中毒意外發生。
一些埃及傳統節日會將埃及鹹魚作為該期間品嚐的料理，例如在春季的科普特復活節。